# Wydział Sztuki Uniwersytetu Komisji Edukacji Narodowej w Krakowie
Wydział Sztuki Uniwersytetu Komisji Edukacji Narodowej w Krakowie – jednostka naukowo-dydaktyczna będąca jedną z pięciu wydziałów Uniwersytetu Komisji Edukacji Narodowej w Krakowie.

## Historia
Wydział powstał w 2008 roku, wskutek wyodrębnienia, z Wydziału Pedagogicznego, istniejącego od 1993 roku Instytutu Sztuki. 
Wydział posiada uprawnienia do nadawania stopnia doktora oraz doktora habilitowanego sztuki w dyscyplinie sztuki plastyczne i konserwacja dzieł sztuki. 

## Kierunki kształcenia

### Instytut Malarstwa i Edukacji Artystycznej
Dostępne kierunki:
- Art & science (studia II stopnia)
- Malarstwo (studia I i II stopnia)
- Sztuka i edukacja (studia I i II stopnia)

### Instytut Sztuki i Designu
Dostępne kierunki:
- Art & design (studia II stopnia)
- Design (studia I stopnia)
- Digital design (studia I stopnia)
- Grafika (studia I stopnia)
- Komunikacja wizualna (studia I stopnia)
- Studia nad wizualnością (studia I stopnia)
- Sztuka i media (studia I stopnia)
- Sztuka współczesna (studia II stopnia)

## Władze Wydziału
W kadencji 2020–2024:
| Stanowisko                                                                            | Imię i nazwisko             |
| ------------------------------------------------------------------------------------- | --------------------------- |
| Dziekan                                                                               | dr hab. Łukasz Murzyn       |
| Sekretarz naukowy                                                                     | dr Krzysztof Marchlak       |
| Przewodnicząca Rady Dyscypliny Sztuki Plastyczne i Konserwacja Dzieł Sztuki           | dr hab. Beata Długosz       |
| Zastępca Przewodniczącej Rady Dyscypliny Sztuki Plastyczne i Konserwacja Dzieł Sztuki | dr hab. Sebastian Wywiórski |

## Struktura organizacyjna

### Instytut Malarstwa i Edukacji Artystycznej
Dyrektor: prof. Piotr Jargusz
- Katedra Edukacji Artystycznej
- Katedra Malarstwa

### Instytut Sztuki i Designu
Dyrektor: dr hab. Agnieszka Łukaszewska
- Katedra Designu
- Katedra Grafiki
- Katedra Intermediów
- Katedra Komunikacji Wizualnej
- Katedra Multimediów
- Katedra Nauk o Sztuce